# Isotoma
Poskok (Isotoma) je běžný rod chvostoskoků, typový rod čeledi Isotomidae. Má přes 65 zástupců, avšak mezi nejznámější patří druh poskok zelený (Isotoma viridis). Minimálně dva druhy jsou již vyhynulé. Rod popsal Bourlet v roce 1839.